# Большая новогодняя ночь
«Большая новогодняя ночь» (латыш. «Lielā Jaungada nakts») — советский художественный фильм режиссёра Ады Неретниеце. Мелодрама по сценарию Эгонса Ливса, снятая на Рижской киностудии в 1978 году.

## Сюжет
Трое друзей из Риги, вместо запланированной поездки на Домбай, едут во время отпуска в Заполярье. Любители экстремального отдыха, они игнорируют предупреждение турагента и самостоятельно отправляются на лыжную прогулку в тундру.
Неожиданно и резко испортилась погода. Имант отбился от товарищей, заблудился и едва не замёрз. Его нашла и выходила молодая женщина-ветеринар из ближайшего оленьего стойбища.
Несколько лет спустя, Имант — уже отец семейства, сидя с друзьями за праздничным столом, поднял бокал вина и с большой теплотой вспомнил своё давнишнее новогоднее приключение.

## В ролях
- Айварс Силиньш — Имант Калниньш
- Эсмералда Эрмале — Линда
- Жанна Керимтаева — Лайла
- Варис Ветра — Арис
- Янис Паукштелло — Аншлав, друг Иманта

## Съёмочная группа
- Автор сценария: Эгонс Ливс
- Режиссёр-постановщик: Ада Неретниеце
- Оператор-постановщик: Янис Мурниекс
- Композитор: Ромуалдс Калсонс
- Художник-постановщик: Василий Масс